# Heinrich August Schott

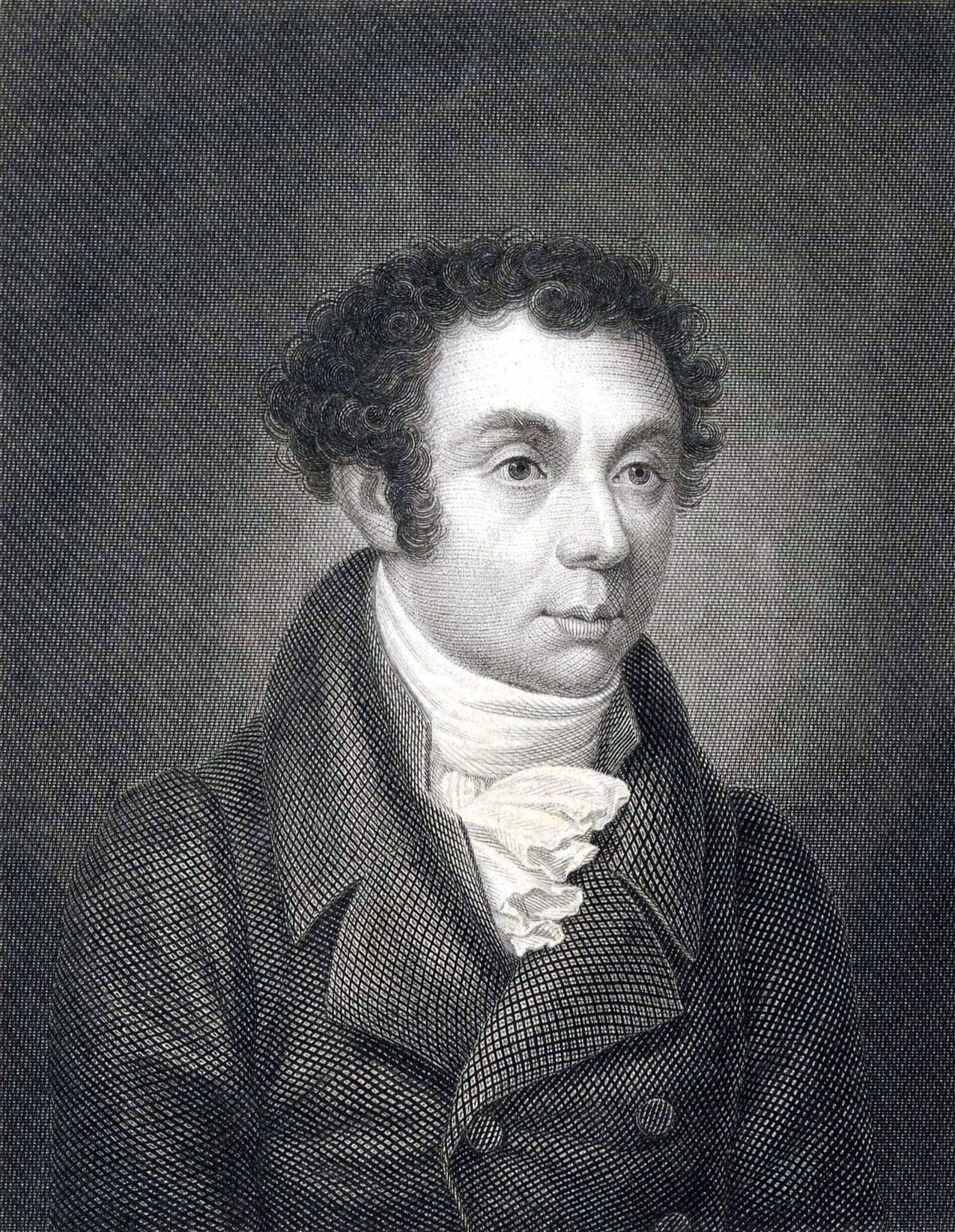
Heinrich August Schott

Heinrich August Schott (* 5. Dezember 1780 in Leipzig; † 29. Dezember 1835 in Jena) war ein deutscher lutherischer Theologe.

## Leben
Heinrich August war Sohn des Leipziger Rechtsprofessors August Friedrich Schott und dessen Frau Margarethe Friederike Sophie Bahrdt († 1805). Anfänglich wurde er im Elternhaus durch Privatlehrer ausgebildet, zu denen sein späterer Schwager Christian Gottlob Caspari (* 27. November 1764 in Riesa; † 22. Mai 1846 in Zschortau) gehörte. Ab 1794 besuchte er die Nicolaischule in Leipzig. Am 2. März 1795 immatrikulierte er sich an der Universität Leipzig, wo er sich anfänglich philosophischen Studien widmete und dann der Theologie zuwendete. Hier wurden Christian Daniel Beck, Gottfried Hermann, Karl Friedrich Christian Wenck, Johann Friedrich Burscher, Johann Georg Rosenmüller, Gottlieb Immanuel Dindorf, Friedrich August Carus, Karl Adolph Caesar, Ernst Platner, Friedrich Gottlob Born und Karl August Gottlieb Keil seine Lehrer. 1799 erwarb er den akademischen Grad eines Magisters der Philosophie, wurde am 27. Februar 1800 zum Doktor der Philosophie promoviert, am 12. September 1801 habilitierte er sich an der philosophischen Fakultät, wo er Vorlesungen zur Rhetorik und Homiletik hielt.
1803 erwarb er das Baccalaurat der Theologie und wurde im selben Jahr Nachmittagsprediger sowie 1804 Frühprediger an der St. Paulinerkirche in Leipzig. Am 1. August 1806 ernannte man ihn zum außerordentlichen Professor der Philosophie in Leipzig, 1808 wechselte er als außerordentlicher Professor an die theologische Fakultät und wurde am 6. Dezember 1809 zum Doktor der Theologie promoviert. Am 9. Januar 1810 avancierte er zum vierten ordentlichen Professor der Theologie an der Universität Wittenberg, wobei sein Lehrauftrag das Neue Testament umfasste, und er wurde damit verbunden am 24. Januar des Jahres zum Prediger an der Wittenberger Schlosskirche ordiniert. Am 1. August 1812 wechselte er als Professor für das Neue Testament an die Universität Jena. Er gründete hier ein homiletisches Seminar, wurde 1814 Kirchenrat, 1826 geheimer Kirchenrat und erhielt die Zivildienstmedaille. Zudem beteiligte er auch an den organisatorischen Aufgaben der Hochschule und war im Wintersemester 1830 Rektor der Universität.
Schott verheiratete sich im April 1810 mit Julie Dorothea Caspari, der einzigen Tochter des Superintendenten in Waldenburg Johann Gottlieb Caspari (* 13. Mai 1741 in Riesa; † 16. Februar 1826 in Chemnitz) und dessen am 19. Juni 1775 geheirateten Frau Sophie Dorothea Weller († 17. Januar 1821 in Waldenburg). Aus der Ehe stammen fünf Kinder, die beim Tod Schotts noch alle minderjährig waren. Man kennt die älteste Tochter Sophie Schott.

## Werke (Auswahl)
- Commentatio philologico-aesthetica, qua Ciceronis de fine eloquentiae sententia examinatur et cum Aristotelis, Quinctiliani, et recentiorum quorundam scriptorum decretis comparatur. Leipzig 1801.
- ΤΕΧΝΗ ΡΗΤΟΡΙΚΗ, quae vulgo integra Dionysio Halicarnassensi tribuitur, emendata, nova versione Latina et commentario illustrata. Leipzig 1804. (Digitalisat).
- Commentatio exegetica de loco evangelii Joannis C. I. v. 9-14. Leipzig 1805.
- Commentationis philologico-aestheticae, qua Ciceronis tres de Oratore dialogo examinantur, Particula prima, de legibus dialogi scribendi exponens. Leipzig 1806.
- Kurzer Entwurf einer Theorie der Beredsamkeit mit besonderer Anwendung auf die Kanzelberedsamkeit. Leipzig 1807. (Digitalisat), Leipzig 1815 (Digitalisat).
- Recitatio de Friederici Augusti Cari olim philosophiae professoris ordinarii novae fundationis in academia Lipsiensi d. VI. mensis Februarii a. 1807 hac vita defuncti virtutibus atque meritis. Leipzig 1808. (Digitalisat).
- Abschiedspredigt über den Satz: daß es höchst nöthig sei, eine edle Unabhängigkeit unserer Urtheile und Ueberzeugungen von dem veränderlichen Wechsel fremder Meinungen zu behaupten, am 3. Advent 1809 in der Universitätskirche zu Leipzig gehalten. Leipzig 1809.
- De origine posterioris Petrinae ex epistola Judae repetenda, commentatio exeg.-crit. Wittenberg 1810. (Digitalisat).
- Christliche-religiöse Reden an Sonn- und Festtagen gehalten. Leipzig 1811. (Digitalisat).
- Christliche-religiöse Reden, an verschiedenen Sonn- und Feiertagen gehalten und herausgegeben. Leipzig 1812.
- Progr. Vindicatur authentia sectionis postremae Evangelii Marci c. 16, 9-20. Jena 1813.
- Predigt bei der Gedächtnißfeier des verewigten Hrn. geh. Raths v. Ziegesar gehalten. Jena 1814.
- Philosophische und religiöse Begründung der Rhetorik und Homiletik. Leipzig 1815. (Digitalisat).
- Kurze Beschreibung der Friedensfeier der Universität Jena am 18. 19. und 21. Januar 1816. Nebst der für diese Tage bestimmten Lieder, Reden und der Friedenspredigt. Jena 1816.
- Opuscula exegetica, critica, dogmatica scripsit, recognovit, variis additamentis locupletavit. Band I. Jena 1817. (Digitalisat)., Band II. Jena 1818 (Digitalisat).
- Predigt bei der Feier des 3. Jubelfestes der Kirchenverbesserung. Jena 1818.
- Christliche Religionsvorträge über gewöhnliche Perikopen und freygewählte Texte. 2 Bände. Erfurt und Gotha, 1819.
- Commentarius in eos Jesu Christi sermones, qui de reditu eius ad iudicium futuro et ivdicandi provincia ipsi demandata agunt. Jena 1820. (Digitalisat).
- Sententia recentius defensa de iis naturis, quae in libris N. T. δαιμονες audiunt, ab angelis lapsis et Satana prorsus distinguendis, examinatur. Jena 1821. (Digitalisat)
- Neue Sammlung geistlicher Reden und Homilien in der akademischen Kirche und Stadtkirche gehalten. Jena 1822.
- Predigt bei der Gedächtniß-Feyer des weiland Durchlauchtigsten Fürsten und Herrn, Herrn Friedrich des Vierten, regierenden Herzogs zu Sachsen-Gotha und Altenburg in der Universitäts-Kirche zu Jena den 20. März 1825 gehalten. Jena 1825. (Digitalisat).
- Briefe über die Religion und christlichen Offenbahrungsglauben; Worte des Friedens an streitende Parteyen. Jena 1826. (Digitalisat).
- Biblische Handconcordanz oder Verzeichniß der in der h. Schrift nach Luthers Uebersetzung enthaltenen Wörter und Eigennamen, in welchem die verschiedenen Bedeutungen der Wörter genau getrennt, die Stellen, an welchen sie vorkommen, angeführt und schwierige Redensarten und Sprüche erklärt werden. Ein Hilfsmittel zur leichtern Auffindung jeder beliebigen Stelle und zum Verständnisse der heiligen Schrift, für Prediger, Candidaten, Schullehrer und Bibelfreunde jeden Standes. Leipzig 1827. (Digitalisat).
- De prooemio Evangelii Lucae, eiusque usu in quaestione de fontibus evangeliorum tractanda. Jena 1828. (Digitalisat).
- Des verewigten Marezoll Homilien und einige Predigten aus der letzten Zeit. Mit Nachrichten über sein Leben. Neustadt an der Orla 1829.
- Neue Auswahl von Homilien und anderen Predigten in der Stadtkirche und in der akademischen Kirche zu Jena gehalten. Jena 1830.[2]
- Isagoge historico-critica in utramque Pauli ad Thessalonicenses epistolam. Jena 1830.
- Erörterung einiger wichtigen chronologischen Punkte in der Lebensgeschichte des Apostel Paulus mit besonderer Hinsicht auf die Epistel an die Galater und auf die neuesten Forschungen. Jena 1832. (Digitalisat).
- (Mit Julius Friedrich Winzer) Commentarii in Epistolas Novi Testamenti. I. Leipzig 1834. (Digitalisat).
- Geschichte der teutschen Bibelübersetzung D. Martin Luthers und fortdauernde Werth derselben aus den Quellen, ausführlich dargestellt und wider alte und neue Gegner vertheidiget. Leipzig 1835. (Digitalisat).
- Musterpredigten der jetzt lebenden Kanzelredner Deutschlands. Leipzig 1836–1837. 4. Bände, herausgegeben von Johann Georg Jonathan Schuderoff (1766–1843)
- Über die Authenticität des kanonischen Evangeliums nach Matthäus benannt. Leipzig 1837. (Digitalisat, herausgegeben von Johann Traugott Leberecht Danz).

Als Herausgeber
- Franz Volkmar Reinhards Vorlesungen über die Dogmatik. Sulzbach 1824. (Digitalisat).
- Für Prediger. Eine Zeitschrift zur Belebung der Religiosität für das Predigtamt. Leipzig 1811–1812. 3. Bde. (gemeinsam mit Heinrich Wohlrath Rehkopf; 1. Bd. Digitalisat; 2. Bd. Digitalisat; 3. Bd. Digitalisat;)
- Memorabilien für das Studium und die Amtsführung des Predigers. 4 Bände. Leipzig 1814.

## Nachweise
1. ↑  Supplement des Herzoglich S.Weimar- und Eisenachischen Hof- und Adreß-Calenders 1812. Zur Berichtigung der seit dessen Herausgabe sich ergebenen Veränderungen. Jena o. J., S. 11.
2. ↑  in Katalogen des Buchhandels genannt, aber in keiner Bibliothek nachgewiesen.

| Personendaten    | Personendaten                   |
| ---------------- | ------------------------------- |
| NAME             | Schott, Heinrich August         |
| KURZBESCHREIBUNG | deutscher lutherischer Theologe |
| GEBURTSDATUM     | 5. Dezember 1780                |
| GEBURTSORT       | Leipzig                         |
| STERBEDATUM      | 29. Dezember 1835               |
| STERBEORT        | Jena                            |